# Abdellatif Kechiche
Abdellatif Kechiche (Túnez, 17 de diciembre de 1960) es un actor, director de cine y guionista franco-tunecino. Su ópera prima como director fue La culpa la tiene Voltaire (La Faute à Voltaire), del 2000. También ha dirigido La escurridiza (L'Esquive), que obtuvo los premios César al mejor director y al mejor filme. Presentó en 2007 Cuscús (La graine et le mulet) en la 64 Mostra de Venecia, por la cual ganó el Gran Premio Especial del Jurado, además de que volvió a ganar dos César como mejor director y por el mejor filme. Ganó, con La vie d'Adèle, la Palma de Oro, el premio a la mejor película del Festival de Cannes 2013 y también el premio FIPRESCI.

## Filmografía

### Director
- La culpa la tiene Voltaire (La Faute à Voltaire, 2000)
- La escurridiza (L'Esquive, 2003)
- Cuscús (La graine et le mulet, 2007)
- Venus Negra (Vénus Noire, 2010)
- La vie d'Adèle (2013)
- Mektoub, My Love: Canto Uno (2017)
- Mektoub, My Love: Intermezzo (2019)

## Premios y distinciones
Festival Internacional de Cine de Cannes
| Año  | Categoría        | Película         | Resultado |
| ---- | ---------------- | ---------------- | --------- |
| 2013 | Palma de Oro     | La vida de Adèle | Ganador   |
| 2013 | Premios FIPRESCI | La vida de Adèle | Ganador   |

Festival Internacional de Cine de Venecia
| Año  | Categoría                            | Película            | Resultado |
| ---- | ------------------------------------ | ------------------- | --------- |
| 2000 | Premio Luigi De Laurentiis           | La faute à Voltaire | Ganador   |
| 2000 | Premio Cine por la paz               | La faute à Voltaire | Ganador   |
| 2007 | Premio especial del Jurado           | Cuscús              | Ganador   |
| 2007 | Premio FIPRESCI Mejor película       | Cuscús              | Ganador   |
| 2007 | Premio SIGNIS Mención especial       | Cuscús              | Ganador   |
| 2007 | Premio Young Cinema – Mejor película | Cuscús              | Ganador   |